# L'Enfant maudit (roman)
Pour le roman d'Honoré de Balzac, voir L'Enfant maudit.
L'Enfant maudit (titre original : Lion of Macedon) est un roman de fantasy écrit par l'auteur britannique David Gemmell, paru en 1990 en Angleterre et en 2002 en France. Ce roman est le premier volume du cycle Le Lion de Macédoine qui comporte deux tomes en langue originale, trois dans la première édition française chez Mnémos et quatre dans l'édition française chez Gallimard dans la collection Folio SF.

## Résumé
L'histoire commence à Sparte, durant l'été de l'an 385 avant notre ère. Parménion est un jeune métis en butte à la hargne des autres jeunes de son âge. Malgré ses talents à l'épée, à la course et de stratégie, il n'a qu'un seul et unique ami. Les autres le chassent et le battent s'ils le rattrapent ou bien c'est Parménion qui triomphe s'il parvient à les combattre un par un. Les adultes Spartiates, s'ils ne font pas de même, se contentent d'une froide indifférence devant ce sang-mêlé qui fait tout pour devenir l'un d'entre eux.
Il l'ignore, mais la vieille Tamis aux étranges pouvoirs a pressenti qu'il aurait un rôle important à jouer contre l'Esprit du Chaos, qui ne tardera pas à renaître pour dominer le monde. Alors, pour que Parménion soit apte à le contrecarrer, elle entreprend de placer à son insu des obstacles, qui s'ils ne le tuent pas le rendront plus fort. En proie aux menaces et à l'hostilité de toute part parce qu'il a refusé de laisser gagner Léonidas, le descendant héroïque et talentueux du roi du même nom, Parménion n'est pas au bout de ses peines quand il apprend que la jeune femme dont il vient de tomber amoureux n'est autre que Dérae, la sœur de Léonidas.
Il remporte le grand tournoi de stratégie, devient le strategos, et humilie publiquement son adversaire, ainsi que les Spartiates qui se sentent insultés. On tente de l'assassiner, mais Parménion survit malgré tout. La mort prématurée de sa mère dans la pauvreté, ainsi que le mépris dont il est sans cesse victime lui font prendre un choix : il ira avec Xénophon, le général athénien qui le prend sous son aile protectrice.
Le temps passe, et Parménion se perfectionne dans l'art de la stratégie militaire. Mais un jour Dérae est enlevée. Parménion va à son secours et dans un coup d'audace stupéfiant la délivre. Dérae, euphorique explique alors à Parménion qu'une prêtresse lui a prédit qu'il était le seul homme qu'elle aimerait de sa vie, et ils deviennent amants pendant cinq jours, nageant dans le bonheur. Si leur amour est sincère, leur rencontre n'est due qu'à Tamis qui a une fois de plus dressé ses plans.
Ils sont découverts, et selon la loi spartiate, Dérae est jeté dans les flots à un mile de la côte pour y mourir. Parménion lui affronte et tue Nestus l'ancien fiancé de Dérae. Désormais un paria, il s'exile à Thèbes avec l'envie de se venger et de faire souffrir le plus possible les spartiates.
Mais Dérae a été sauvé des flots par Tamis qui a perçu en elle des dons importants, comme de pouvoir projeter son esprit sur de longues distances ou guérir des blessures autrement mortelles. Seulement, Tamis lui a fait croire qu'elle est morte, et que si elle sort de certaines limites, elles se décomposera. Désolée, elle accepte la voie qui devient alors la sienne, et sacrifie ses espoirs et ses yeux à son don de voyance. Elle passe de longues années loin de Parménion à lutter contre les serviteurs du Chaos.
Pendant ce temps Parménion n'est pas inactif. Il s'enrichit grâce à ses courses, et gagne de l'influence. Bientôt il contacte des résistants secrets à Sparte y compris leur chef, Épaminondas, et les aide à s'organiser. Il dresse un plan pour eux et sa stratégie est un franc succès : Thèbes est libérée de Sparte. Les années s'écoulent, et Parménion refait sa vie avec une ancienne prêtresse d'Aphrodite, après qu'ils ont passé ensemble la terrible épreuve de la peste. Ils vivent donc ensemble, mais Parménion n'a pas oublié Dérae, qui de son côté a eu beaucoup de mal à se persuader de soigner la femme qui la remplace auprès de Parménion. Mais la naissance de l'Esprit du Chaos approche sans cesse, et Parménion devra être prêt à l'affronter.
La suite de L'Enfant maudit est La Mort des nations, qui est le deuxième tome du cycle Le Lion de Macédoine.